# GT카

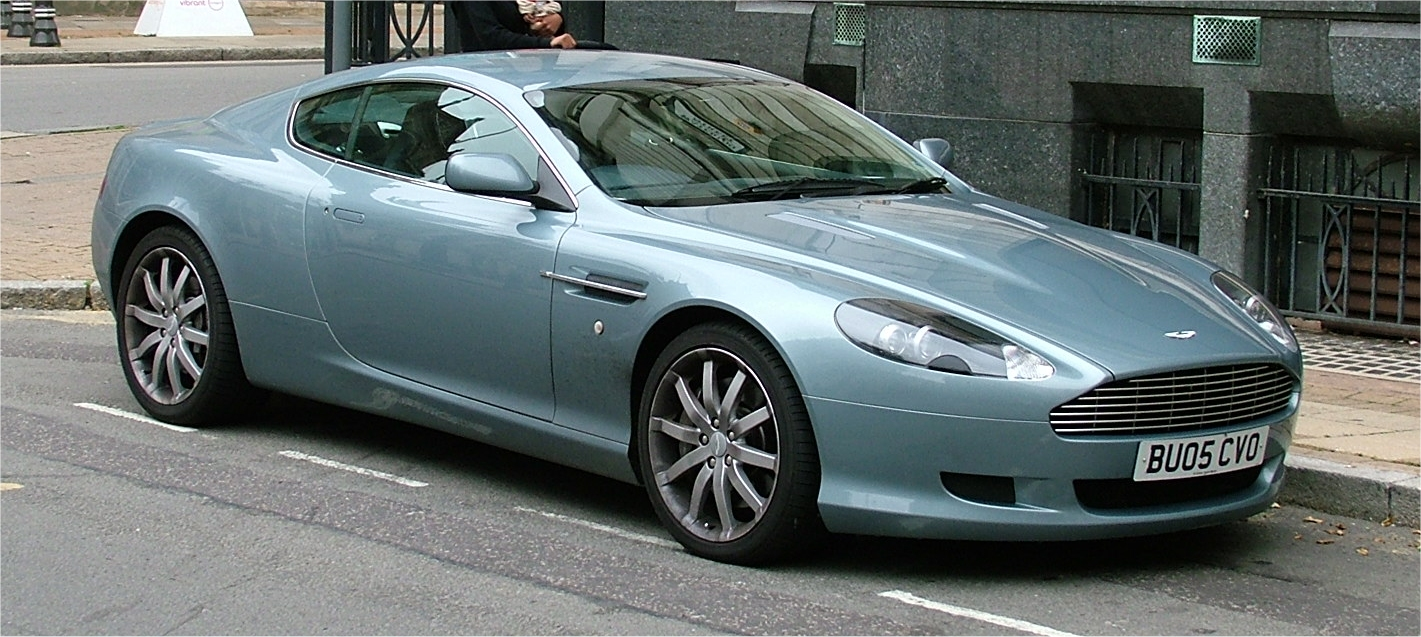
애스턴 마틴 DB9

GT카(영어: Grand Tourer 그랜드 투어러[*], 이탈리아어: Gran Turismo 그란 투리스모[*], GT)는 장거리 운전을 목적으로 설계된 고성능의 자동차를 가리킨다. 따라서 성능이 뛰어난 어떠한 종류의 자동차도 GT카라고 부를 수 있으나 관례상 대부분 운전석과 조수석 외에 성인이 앉기엔 좁은 플러스 시트(2+2 시트)를 가진 차를 GT카라고 부른다. 2도어 차체를 구분하는 쿠페가 아닌 4도어 자동차 중에서도 GT카가 존재한다.
페라리 599 GTB 피오라노(Ferrari 599 GTB Fiorano)나 메르세데스-벤츠 SLR 맥라렌(Mercedes-Benz SLR Mclaren)과 같은 초고성능의 GT카는 슈퍼카로 분류하며, 애스턴 마틴 DB9(Aston Martin DB9)이나 BMW GT, 6-시리즈, 마세라티 그란투리스모(Maserati GranTurismo) 등을 엔트리 GT카로 분류한다.
GT카는 스포츠카와 따로 구별하는데, 스포츠카는 일반적으로 GT카보다 작고(또는 날렵하고), 중량이 더 가벼우며 운전 능력을 향상시킬 목적으로 승차감을 희생하는 경향이 있다. 반면 GT카는 대부분 엔진을 앞부분에 두어 뒷쪽 트렁크의 화물 공간을 확보해 놓으며, 승차감을 향상시키기 위해 좀 더 부드러운 현가장치(suspension)를 채택하고 차체도 훨씬 무겁고 둔하다. GT카와 스포츠카와의 유사점이 있는데, 둘 다 후륜구동 또는 4륜구동을 주로 사용한다는 것이다.
또한 스포츠카는 간단한 개조만으로 곧바로 자동차 경주에 투입될 수 있으나, 반대로 GT카는 엔진과 실내는 물론이고 차체 전체에 걸쳐 복잡한 개조를 해야하기 때문에 곧바로 자동차 경주에 투입될 수 없다는 단점이 있다.
자동차 경주에서의 이러한 단점을 극복하기 위해 GT의 성향을 가진 스포츠카가 만들어졌는데, 이러한 차들을 통칭하는 용어가 Gran Turismo Racing의 약자인 GTR 또는 GT-R이다. 대표적인 GTR 자동차로는 닛산 R35 GT-R(Nissan R35 GT-R), 맥라렌 F1 GTR(Mclaren F1 GTR), 메르세데스-벤츠 CLK GTR(Mercedes-Benz CLK GTR)이 있다. 이와 반대로, 경주용으로 만들었던 차를 GT카로 개조한 경우도 있는데, 이 역시 모두 GTR로 통칭한다.

## 종류
- GTO (Gran Turismo Omologato) 레이싱 승인을 받은 GT카를 지칭한다. (페라리와 폰티악, 미쓰비시 자동차가 사용함)
- GTS (Gran Turismo Spider) GT카 중에서도 컨버터블 모델을 지칭한다. 예) 페라리 348 GTS, 마세라티 그란카브리오
- GTB (Gran Turismo Berlinetta) 쿠페 스타일의 GT카. 예) 페라리 328 GTB
- GTV (Gran Turismo Veloce) 고성능의 GT카. 예) Alfa Romeo GTV6
- GTI or GTi (Gran Turismo Iniezione) 직분사 엔진을 사용하는 GT카. 1961 마세라티 3500 GTI가 최초의 GTI 자동차이다.
- GT/E (Einspritzung) 독일식 직분사 엔진을 사용한 GT카이다. 오펠 만타 GT/E가 최초의 GT/E 자동차이다.
- GTE (Grand Touring Estate) 에스테이트 카 스타일의 GT카. 예) Reliant Scimitar GTE
- GTA (Gran Turismo Alleggerita) 기존의 스포츠카를 경량화하거나, 또는 자동 변속기를 장착한 GT카. 예) 알파 로메오 GTA(경량화 모델), 페라리 456 GTA(자동 변속기)
- GTAm (Gran Turismo Alleggerita Modificata) 알파 로메오 GTAm이 최초이며, 기존에 있던 GT카를 경량화시킨 차를 통칭한다. GTA와 다른 종류이다.
- GTC (Gran Turismo Compressore/Compact/Cabriolet/Coupe/Crossover) 소형차나 크로스오버 등의 GT카를 통칭한다. 오펠 아스트라(소형차), 벤틀리 컨티넨탈 GTC(카브리올레), 페라리 330 GTC(쿠페), 오펠 안타라 GTC(크로스오버)
- GTD (Gran Turismo Diesel), 디젤 엔진을 사용하는 GT카로 푸조와 폭스바겐이 사용하는 용어이다. 폭스바겐 골프의 GTD 트림 등이 대표적인 GTD 자동차이다.
- GTR or GT-R, (Gran Turismo Racing), 경주용 자동차를 GT카로 개조하거나, GT카를 경주용으로 손쉽게 개조할 수 있게 만든 자동차를 지칭한다. 맥라렌 F1 GTR, 메르세데스-벤츠 CLK GTR, 닛산 GTR 등이 있다.
- HGT (High Gran Turismo), 피아트에서 사용하는 용어이다. 스포츠카의 성향이 짙은 GT카를 부른다.

## 같이 보기
- 크루저 (모터사이클)